# Imre Nagy (pentatleta)
Imre Nagy (Monor, 21 febbraio 1933 – Törökbálint, 20 ottobre 2013) è stato un pentatleta ungherese.

## Palmarès
In carriera ha conseguito i seguenti risultati:
- Giochi olimpici:

Roma 1960: oro nel pentathlon moderno a squadre ed argento individuale.
Tokyo 1964: bronzo nel pentathlon moderno a squadre.
- Mondiali:

Aldershot 1958: argento nel pentathlon moderno a squadre.
Mosca 1961: argento nel pentathlon moderno a squadre.
Città del Messico 1962: argento nel pentathlon moderno a squadre.